# Garrulax merulinus
Garrulax merulinus е вид птица от семейство Leiothrichidae.

## Разпространение
Видът е разпространен във Виетнам, Индия, Китай, Лаос, Мианмар и Тайланд.